# Accélération maximale du sol

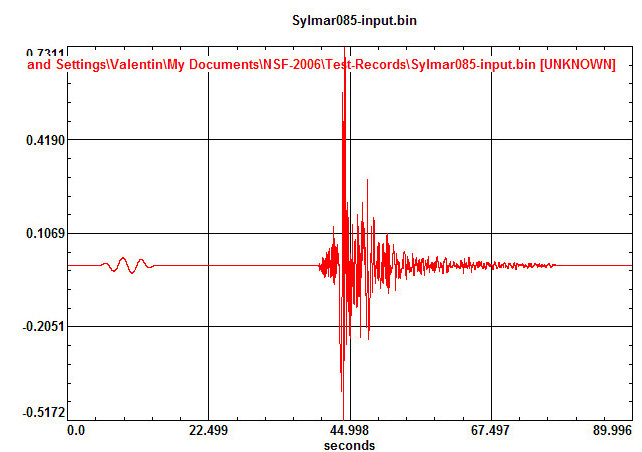
Sismogramme d'un tremblement de terre en fractions d'accélération de la gravité.

L'accélération maximale du sol (en anglais : Peak Ground Acceleration ou PGA) est un paramètre caractérisant le mouvement de sols soumis à des ondes sismiques ; il est lié à la vitesse du sol se déplaçant lors d'un séisme. Ce paramètre dépend de l'intensité de la secousse, mais aussi de la nature géologique du sous-sol. Pour les petits séismes (magnitude < 3), c’est surtout l’accélération qui est ressentie par la population et rarement les mouvements verticaux (Wu et al., 2003).  
Les dommages  aux structures augmentent avec le PGA en lien avec les hautes vitesses. 
C'est l'un des principaux paramètres utilisés dans la conception de structures parasismiques. Il est très utilisé dans le calcul de l'aléa sismique. 

## Unités
Deux paramètres importants se réfèrent au mouvement horizontal du sol : 
- La vitesse maximale du sol, mesurée en cm/s au niveau de la station. Des « cartes des vitesses maximales » (ShakeMap) traduisent généralement la « géométrie de la rupture » ; la vitesse étant maximale près des failles en mouvement et dans la direction de propagation. Le record est de 4 278 cm/s2 (soit 4,36 g)[1], mesure faite par le National Research Institute for Earth Science and Disaster Prevention du Japon lors du séisme d'Iwate-Miyagi le 14 juin 2008.

- Le PGA est exprimé en pourcentage de g (% g), où g correspond à l'accélération de la pesanteur[2].

## Principe de calcul
Le calcul de l'accélération maximale du sol se fait à partir des valeurs des composantes horizontales du mouvement des terrains ; étant plus faibles que ces dernières, les composantes verticales ne sont pas prises en compte dans le calcul. Suivant le principe qu'un corps physique subit une accélération comme une force, l'accélération maximale du sol équivaut au rapport de l'accélération du corps sur l'accélération de la pesanteur.

## Outil d’acquisition de mesure
Plutôt qu'un sismographe, la vitesse du sol en cas de séisme est mesurée par des « stations accélérométriques » spéciales.